# Döllstädt
Döllstädt település Németországban, azon belül Türingiában. Lakosainak száma 1068 fő (2023. december 31.).

## Népesség
A település népességének változása:
| Lakosok száma | 1110 | 1086 | 1082 | 1082 | 1068 |
|               | 2017 | 2019 | 2021 | 2022 | 2023 |